# La Gacilly (La Gacilly)
La Gacilly ist eine Ortschaft und eine ehemalige französische Gemeinde mit 2.335 Einwohnern (Stand 1. Januar 2022) im Département Morbihan in der Region Bretagne. Sie gehört zum Arrondissement Vannes und zum Kanton Guer.
Mit Wirkung vom 1. Januar 2017 wurden die früheren Gemeinden La Chapelle-Gaceline, La Gacilly und Glénac zur namensgleichen Commune nouvelle La Gacilly zusammengeschlossen und haben in der neuen Gemeinde den Status einer Commune déléguée. Der Verwaltungssitz befindet sich im Ort La Gacilly.

## Geografie
La Gacilly liegt am Fluss Aff, der etwa zehn Kilometer weiter bei Glénac in den Oust mündet, der hier den Canal de Nantes à Brest bildet. Mit Sport- und Hausbooten ist es möglich, den Aff aufwärts bis nach La Gacilly zu fahren. Die Gemeinde hat hier eine kleine Anlegestelle für Boote eingerichtet.

## Geschichte
Die Stadt erlebte den Aufschwung der Kosmetikfirma Yves Rocher von einem kleinen Familienunternehmen zu einer internationalen Firmengruppe.

## Fotografiefestival

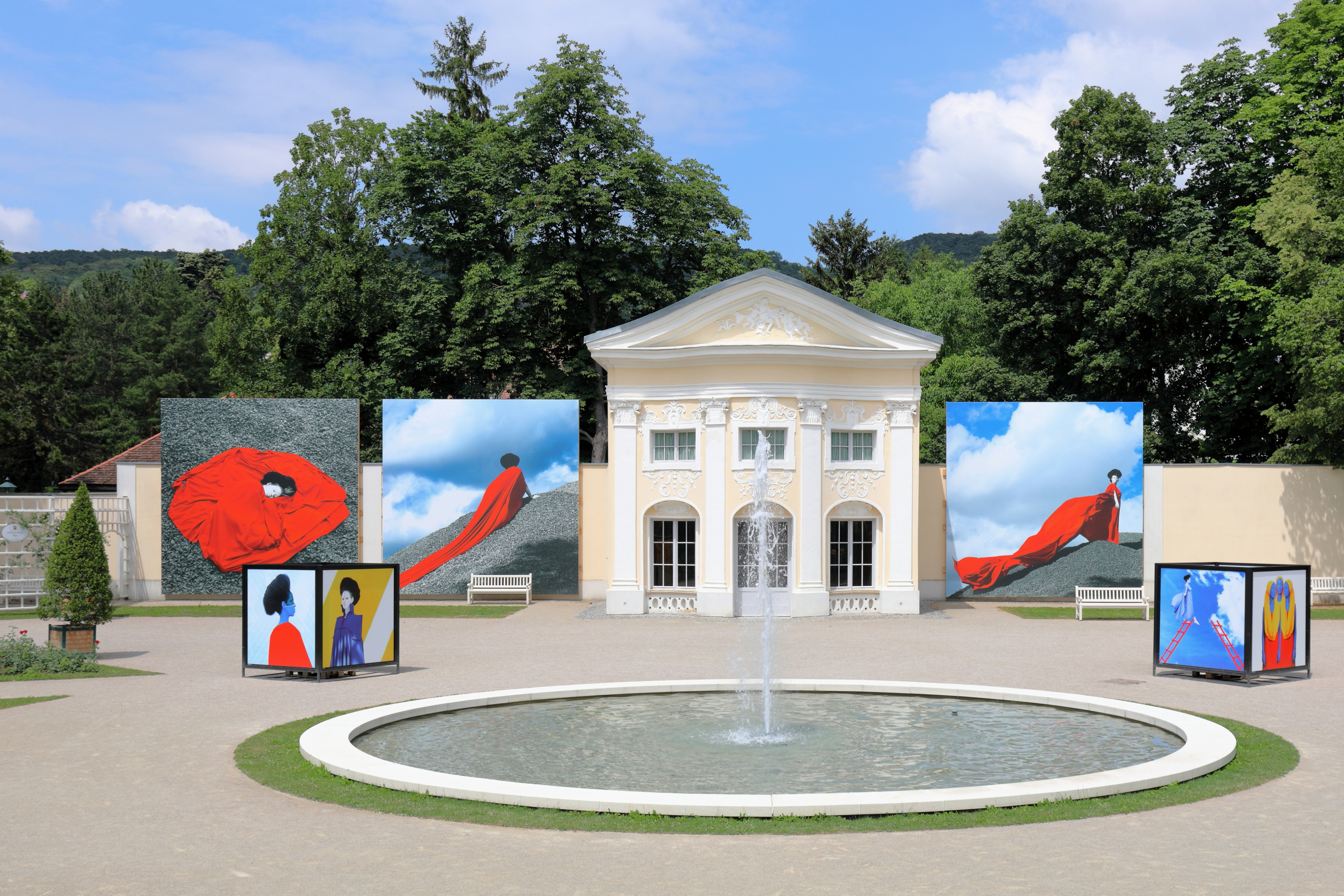
Fotografiefestival 2017, welches 2018 in Baden bei Wien gezeigt wurde

Seit 2003 findet in  La Gacilly jährlich ein Fotofestival mit Bildern international bekannter Fotografen statt. Deutsche Fotografen wie Florian Schulz oder Olaf Otto Becker standen 2013 neben anderen im Mittelpunkt.
Das Festival wurde 2018 erstmals gemeinsam mit Baden bei Wien ausgetragen.

## Sehenswürdigkeiten
- Menhir de la Roche piquée 
Megalith-Skulpturen am Ortsausgang Richtung Saint-Martin-sur-Oust
- Kirche aus dem 19. Jahrhundert
- Reizendes Stadtviertel mit vielen Kunsthandwerksbetrieben
- Dolmen des Tablettes Megalithanlage des angevinischen Typs in einem Pinienwald in Cournon, südlich von La Gacilly
- Botanischer Garten von Yves Rocher

## Persönlichkeiten
- Yves Rocher (1930–2009), der Gründer der gleichnamigen Kosmetikfirma, wurde in La Gacilly geboren und war 46 Jahre Bürgermeister des Ortes.